# Mette Stensholt Schau
Mette Stensholt Schau, född 25 mars 1962 i Larviks kommun, är en norsk journalist. Hon är sedan 2016 verksam som redaktionschef vid NRK Vestfold, men har tidigare varit vid Radio Larvik, TV Larvik och Larvik Morgenavis. 
För TV-tittarna är hon kanske mest känd som programledare för trädgårdsprogrammet "Grønn glede", som hon ledde i fjorton säsonger fram till 2015. Som ägare av en gård i Lardal kan hon mycket om trädgårdsarbete, och sin egen egen trädgård sköter hon enligt egen uppgift efter "infallsmetoden". Shau är bosatt i Larvik vid Oslofjorden.

## Filmografi
"Grønn glede" (2 skivor) (2002)